# Ярцев Олексій Олексійович
Ярцев Олексій Олексійович (1858 — 13 (26) жовтня 1907) — російський театральний критик та історик театру, деякий час актор у трупі М. Кропивницького (1887 — 90-і pp.). Його «Щоденник», уривки з якого були друковані в кн. С. Дуриліна «Марко Лукич Кропивницький» (1955), містить матеріали про діяльність труп М. Кропивницького та М. Старицького в Москві (1887—1888) й Петербурзі. Ярцев є автором праці «Шевченко і Щепкин» (1898), рецензій у московській пресі на вистави українських труп, зокрема з участю корифеїв.